# Hugoniaceae
Famille
Classification APG II (2003)
Classification APG III (2009)
Les Hugoniaceae (les Hugoniacées) sont une famille de plantes à fleurs dicotylédones. Selon Watson et Dallwitz[Qui ?], elle comprend 40 espèces en 5 genres.
Ce sont des lianes.

## Étymologie
La nom vient du genre type Hugonia nommé en l'honneur de Augustus Johannes Hugo (1686-1760),
, auteur  d’un petit opuscule sur la botanique, en 1711

## Classification
En classification phylogénétique APG II (2003) et en classification phylogénétique APG III (2009), cette famille n´existe pas; ces plantes sont réassignées aux Linacées.

## Liste des genres
- Hugonia (en),
- Hebepetalum (es),
- Indorouchera (es),
- Philbornea (es),
- Roucheria (es)